# Joseph C. McCanles
Joseph Colbert McCanles (Endicott, 19 augustus 1871 – Lawrence, 30 november 1937) was een Amerikaans componist, muziekpedagoog en dirigent. Hij was een zoon van het echtpaar William Monroe McCanles (1849-1934) en Martha McCreight McCanles (1853-1931).

## Levensloop
McCanles heeft verschillende beroepen uitgeoefend. Van 1907 tot 1909 studeerde hij rechten aan de Universiteit van Kansas in Lawrence. Al aan het begin van zijn studies werd hij benoemd tot dirigent van het harmonieorkest aan deze universiteit. Nadat hij in de rechten afstudeerde, werd hij als docent voor viool en blaasinstrumenten, instructeur en dirigent overgenomen van de universiteit. Hij bleef in deze functie tot 1934. Naast de verhoging van het kwalitatieve niveau van het harmonieorkest wist hij ook het aantal leden uit te breiden naar meer dan 100 muzikanten. Verder richtte hij een marchingband aan de universiteit op en toen het ledental eveneens groeide splitste hij de marchingband in rode en blauwe secties. In 1930 behaalde hij aan het Chicago Conservatory in Chicago zijn Master of Music.
Als componist schreef hij een aantal werken voor harmonieorkest.

## Composities

### Werken voor harmonieorkest
- 1916 Onward Kansas, voor kornet (solo) en harmonieorkest
- 1916 Serenade, voor harmonieorkest
- 1925 Coloratura, voor kornet en harmonieorkest
- 1926 Climac's Fantasy, voor kornet en harmonieorkest
- 1928 Slippery Slide, voor trombone (solo) en harmonieorkest
- 1931 Dream Girl, voor kornet en harmonieorkest
- 1931 Stampede, voor harmonieorkest